# Françoise de Dreux
Catherine-Françoise de Dreux, född Saintot, död efter 1692, var en fransk adelsdam, åtalad i den berömda giftmordsaffären.  Hennes fall tillhör de mer uppmärksammade.  

## Biografi
Francoise de Dreux var dotter till hovfunktionären Nicolas Sainctot. Hon var kusin till två av domarna i Giftmordsaffären, bland andra M. d'Ormesson, och hennes bror M. Saintot var protokollförare vid hovet. 
Hon gifte sig med Philippe de Dreux, sieur de la Judaière, som var innehavare av ämbetet Maitre de Requêtes och medlem av Parisparlamentet. 
Hon var en populär medlem av Parisocieteten, och beskrivs som vacker och charmerande. Hon var djupt förälskad i Armand Jean de Vignerot du Plessis, hertig av Richelieu, och regelbunden kund hos giftblandaren Marguerite Joly. År 1679 uppgavs hon vara trettio år. 

### Giftmordsaffären
La Voisin angav Dreux som sin kund 22 mars 1679, två dagar efter att hon angett Marguerite Leferon. Françoise de Dreux ställdes inför rätta i april 1679. Kungen uppges ha reagerat negativt på hennes arrestering och begärt att hållas underrättad om hennes fall. 
Hon anklagades för mord på Monsiuer Pajot; mord på Monsieur de Varennes; mord på en av sina älskare; mord på en av hertigen av Richelieus älskarinnor; för mordförsök på sin make; och mordförsök på hustrun till hertigen av Richelieu; och för en beställning på förgiftat vin av La Voisin. 
La Voisin uppgav att hon hade gjort en beställning på en bukett förgiftade blommor. La Voisin uppgav att Dreux hade återtagit sina beställningar på gift, och i stället velat åstadkomma de önskade dödsfallen genom dödsmässor och magiska konster. Hon hade refererat henne till Adam Lesage för dessa tjänster, men rekommenderat Marie Bosse för konsultationer om gift.  

### Efterspel
Françoise de Dreux förklarades oskyldig och frigavs 27 april 1680, men bötfälldes dock på 500 livres. Ett epigram skrevs för att ge en bild av rättegången mot henne. Efter att hennes giftblandare Marguerite Joly arresterats blev hon utpekad av denna som kund, och en ny arresteringsorder utfärdades mot henne 16 juli 1681. 
Hon lämnade landet för att undgå arrestering, och både hennes make och hennes älskare Richelieu vädjade till domstolen om att hon skulle slippa straff. Den 22 januari 1682 dömdes hon till livstids exil i sin frånvaro. 
I mars 1690 befanns hon dock befinna sig i Paris igen, och maken varnades för att hon skulle fängslas om hon inte lämnade landet inom en vecka. År 1692 fick hon monarkens tillstånd att leva på sin makes lantegendom vid Chinon. Hon fick tillstånd att leva i huvudstaden i alla fall, på villkor att det var i sällskap med maken.  
Fallet mot Dreux och Marguerite Leferon uppmärksammades för att de tillsammans med Marguerite de Poulaillon var de första personer med tillhörighet i överklassen som indrogs i affären, och de lindriga domarna mot dem trots deras skuld framstod som en skandal som skadade domstolens legitimitet, särskilt när det blev tydligt att domarna lät sig påverkas av klasstillhörighet, eftersom personer i samma process, som inte tillhörde överklassen, blev avrättade för samma brott.